# BG Group Place
BG Group Place — небоскрёб, расположенный в Хьюстоне (штат Техас, США). Этажность небоскрёба составляет 46 этажей, высота — 192 метра. Занимает 15 место по высоте зданий, самое высокое здание, построенное за последние 25 лет.

## Галерея

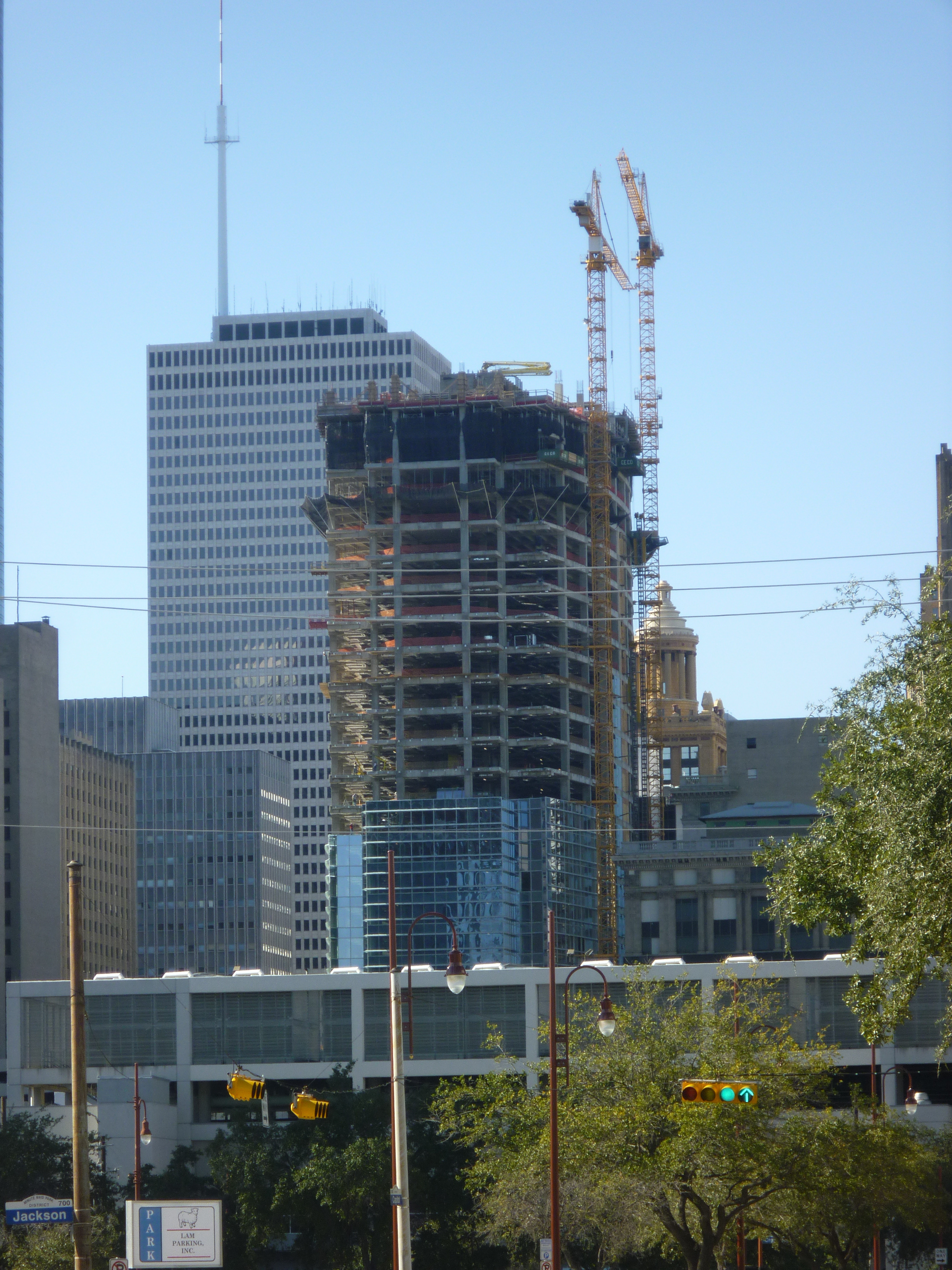
Ноябрь 2009 года, процесс строительства
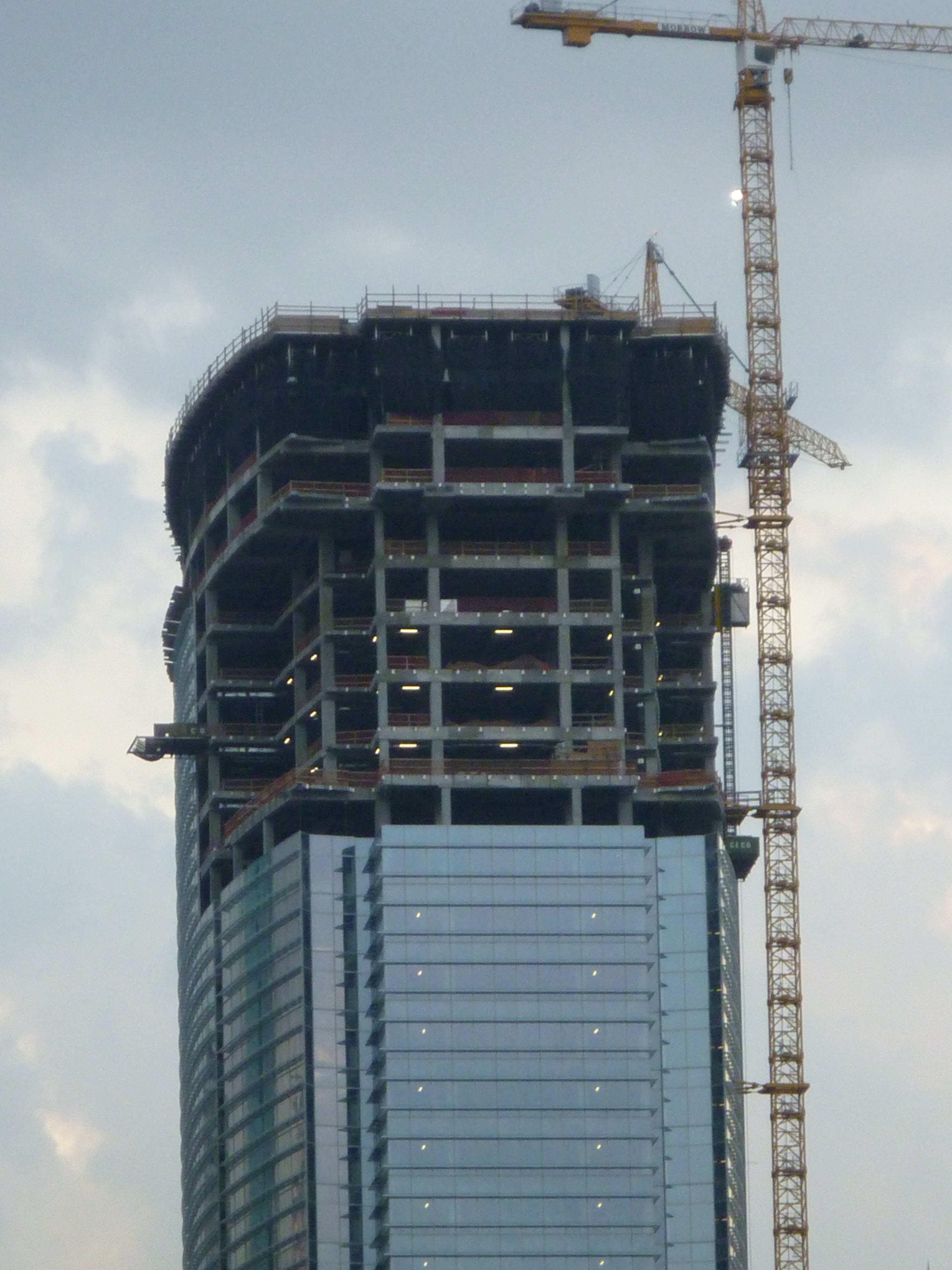
Май 2010 года, процесс строительства